# Dallas County, Texas
Dallas County är ett administrativt område i delstaten Texas, USA, med 2 368 139 invånare. Den administrativa huvudorten (county seat) är Dallas.  

## Geografi
Enligt United States Census Bureau har countyt en total area på 2 352 km². 2 278 km² av den arean är land och 75 km² är vatten. 

### Angränsande countyn
- Collin County - norr
- Rockwall County - nordost
- Kaufman County - öster
- Ellis County - söder
- Tarrant County - väster
- Denton County - nordväst
- Johnson County - sydväst